# Kia Carnival
La Kia Carnival è una monovolume prodotta dalla casa automobilistica coreana Kia Motors dal 1998 in quattro differenti generazioni. In alcuni paesi fino al 2020 la Carnival è stata venduta come Kia Sedona.

## Prima serie (1998-2006)
La Carnival è la prima grande monovolume realizzata dalla Kia Motors e nasce per andare a competere direttamente contro i grandi minivan giapponesi e americani quali la Toyota Previa e la Chrysler Voyager. Il modello concepito appositamente per l'America è stato venduto in tutto il mondo e anche in Europa ha riscosso un ottimo successo, nonostante le grandi dimensioni della carrozzeria lunga quasi 4,90 metri. Grazie al prezzo di listino non molto elevato, e rispetto alla concorrenza più basso, la Carnival prima serie ha saputo ritagliarsi una fetta di mercato consistente andando a competere contro le Renault Espace e Ford Galaxy, i monovolumi più affermati nel vecchio continente.
Il progetto viene avviato nel 1997, la prima serie di Carnival viene identificata dalla sigla GQ e viene progettata adottando soluzioni specifiche e inedite non condivise con nessun altro modello: già il telaio che funge da base è stato sviluppando adottando lo schema a trazione anteriore con motore in posizione trasversale, la scocca in acciaio è stata studiata in modo da deformarsi a strati in base al tipo di impatto, le sospensioni anteriori adottano lo schema a ruote indipendenti MacPherson con barra stabilizzatrice mentre per il retrotreno la casa ha adottato a seconda delle versioni differenti sospensioni: le Carnival più economiche e destinate in prevalenza ai mercati emergenti possedevano un ponte rigido con balestre longitudinali e bracci trasversali mentre le versioni destinate all'Europa possedevano un più raffinato e comodo Multilink in acciaio. Gli ammortizzatori sono a gas. La presentazione avviene al Salone dell'automobile di Ginevra nel marzo del 1998.
Il design della Carnival era semplice e moderno per l'epoca, è stato uno dei punti di forza che ha attirato molti clienti; le forme della carrozzeria erano tondeggianti prive di spigoli ed erano in grado di camuffare la grande mole della monovolume coreana. Riprendeva il family feeling della berlina Clarus: fascioni paraurti in rilievo, calandra anteriore di piccole dimensioni, prese d'aria inferiori, fanaleria orizzontale, cromature presenti solo sulle versioni di punta lungo le cornici della vetratura laterale, portiere posteriori scorrevoli. Le Carvival equipaggiate con motore diesel possedevano una vistosa presa d'aria sul cofano motore adottata per migliorare l'impianto di raffreddamento del propulsore diesel. Inoltre era disponibile anche la verniciatura per la carrozzeria bicolore con paraurti e fascioni paracolpi nella parte bassa delle portiere in tinta differente rispetto al resto della carrozzeria. Lo stile è stato tutto elaborato presso il centro stile coreano della Kia Motors.
Lo spazio nell'abitacolo era elevato, sette erano i posti per le versioni destinate all'Europa e all'America disposti su tre fili di sedili (configurazione 2-2-3), il bagagliaio possedeva un volume minimo pari a 351 litri ampliabili fino a 3.616 litri con la seconda e la terza fila rimossa. La strumentazione della plancia era tutta orientata verso il guidatore, il cambio in posizione elevata si trovava vicino alla seduta, le bocchette d'aerazione del climatizzatore si trovavano accanto ai quadranti del cruscotto posizionate al di sopra del vano per l'autoradio. Le plastiche dell'abitacolo sui primi esemplari erano di qualità piuttosto modesta e l'assemblaggio non era soddisfacente tanto che la casa intervenne migliorando la qualità complessiva della plancia pochi mesi dopo il debutto. Per questo l'auto è stata importata in Europa e negli Stati Uniti solo dal 1999, un anno dopo la messa in produzione e dopo l'inizio delle vendite per il mercato interno. Vennero introdotti anche i rivestimenti in finta radica, il climatizzatore automatico con schermo a cristalli liquidi e selleria in pelle. Successivamente, con il restyling del 2002, la plancia sarà completamente riprogettata. Il quadro strumenti era di facile lettura grazie alla grafica nera con numeri bianchi. La bassa soglia di carico facilita il trasporto di oggetti pesanti e proprio in Europa molti esemplari sono stati utilizzati anche in veste di furgoncino tanto da far mettere a disposizione della casa madre per il mercato del vecchio continente la versione Van. Il serbatoio contiene 75 litri di carburante.
Sotto il punto di vista della sicurezza automobilistica erano presenti di serie il sistema anti bloccaggio delle ruote motrici (ABS) insieme al ripartitore elettronico di frenata (EBD), i doppi airbag frontali e per le versioni i punta anche i fendinebbia. L'impianto frenante sfrutta sia per l'avantreno dei dischi autoventilati e al retrotreno dei classici tamburi. Nel 2003 viene sottoposta ai crash test dell'ente EuroNCAP totalizzando il punteggio complessivo di due stelle nell'urto frontale per la protezione degli adulti e solo una stella nell'investimento pedoni.

### Aggiornamenti

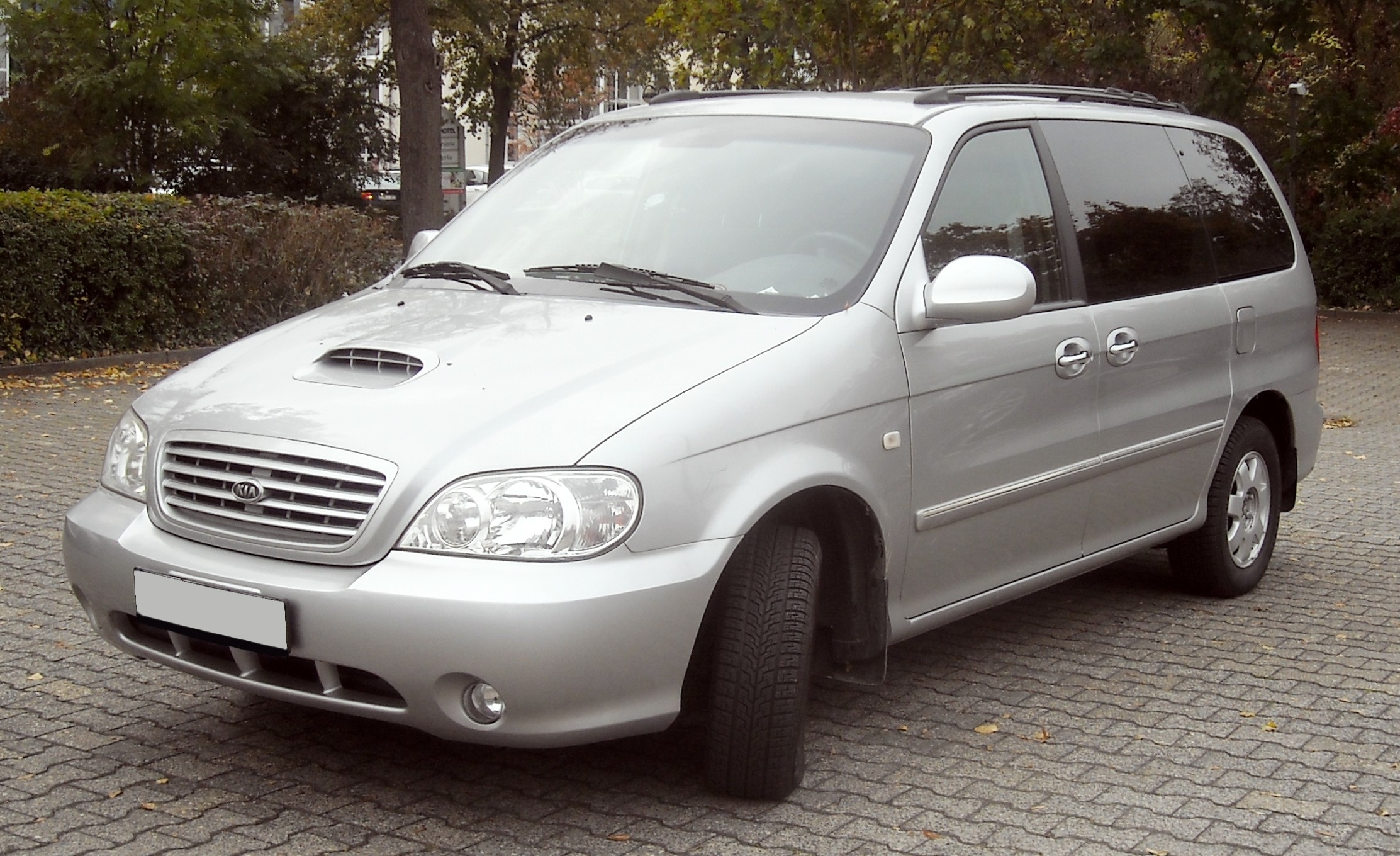
La Carnival ristilizzata del 2002

Nel settembre del 2001 la Kia presenta un importante restyling per la Carnival: le novità introdotte si concentrano sia sul piano estetico che meccanico. La precedente versione in Italia è stata subito un successo e in trenta mesi è stata venduta in oltre 10 000 esemplari e perciò la casa ha voluto offrire nuove contenuti in modo da poter migliorare le vendite. Esteticamente il frontale subisce un aggiornamento grazie alla nuova calandra cromata di dimensioni maggiorate, nuovi gruppi ottici, paraurti ridisegnati e nuovo cofano motore con presa d'aria meno evidente (per le diesel). Nuovi nelle fiancate gli scudi paracolpi presente nella parte bassa delle portiere, ridisegnata la fanaleria posteriore che richiama la precedente forma ma presenta uno sfondo inedito. Inoltre la terza luce di stop viene aggiornata. Nell'abitacolo la plancia viene riprogettata, nuova disposizione dei comandi, i diffusori del clima stavolta si trovano in posizione elevata nella parte centrale, più in basso si trovano l'autoradio e i quattro comandi circolari del climatizzatore mentre per il guidatore il quadro strumenti possiede una grafica tutta nuova ancora più facile da leggere. La qualità delle plastiche è migliorata insieme agli assemblaggi, nuove anche le rifiniture in plastica che imitano l'alluminio oppure la radica. I sette sedili ora sono asportabili indipendentemente con gli anteriore ruotabili. La gamma di allestimenti e versioni offre una dotazione di serie arricchita, debuttano nuovi cerchi in lega dall'inedito disegno. Dal punto di vista tecnico le sospensioni sono state modificate al fine di aumentare il comfort dell'autovettura, ma ciò penalizza le doti stradali causando qualche ondeggiamento della carrozzeria soprattutto in curva o sullo sconnesso.
Nel settembre del 2004 debutta l'ultimo aggiornamento per la prima seri di Carvival: stavolta la Kia è intervenuta esteticamente solo sulla calandra con marchio integrato da una banda cromata e nuovi gruppi ottici, stessa forma ma sfondo differente. La principale novità la si riscontra nella gamma allestimenti e nei prezzi di listino ribassati. Durante l'ultimo anno di vendite in Italia (intorno al 2006) l'auto viene commercializzata come Kia Carnival Classic restando invariata la gamma di allestimenti ma arricchendo la dotazione di accessori presente di serie.

### La produzione
La prima serie Carnival GQ è stata prodotta fino al 2006 presso lo stabilimento Sohari a Gwangmyeong, in Corea del Sud e distribuita in tutto il mondo ad eccezione della Russia dove l'auto è stata prodotta dal 2000 al 2006 dalla Avtotor presso lo stabilimento di Kaliningrad con gran parte dei componenti importati e commercializzata sul solo mercato locale. Il successo della prima serie di Carnival è stato tale che le catene di montaggio sono state dislocate in Cina e in parte in Malaysia dove tutt'oggi continua la produzione del modello. La seconda generazione viene introdotta nel 2006. 

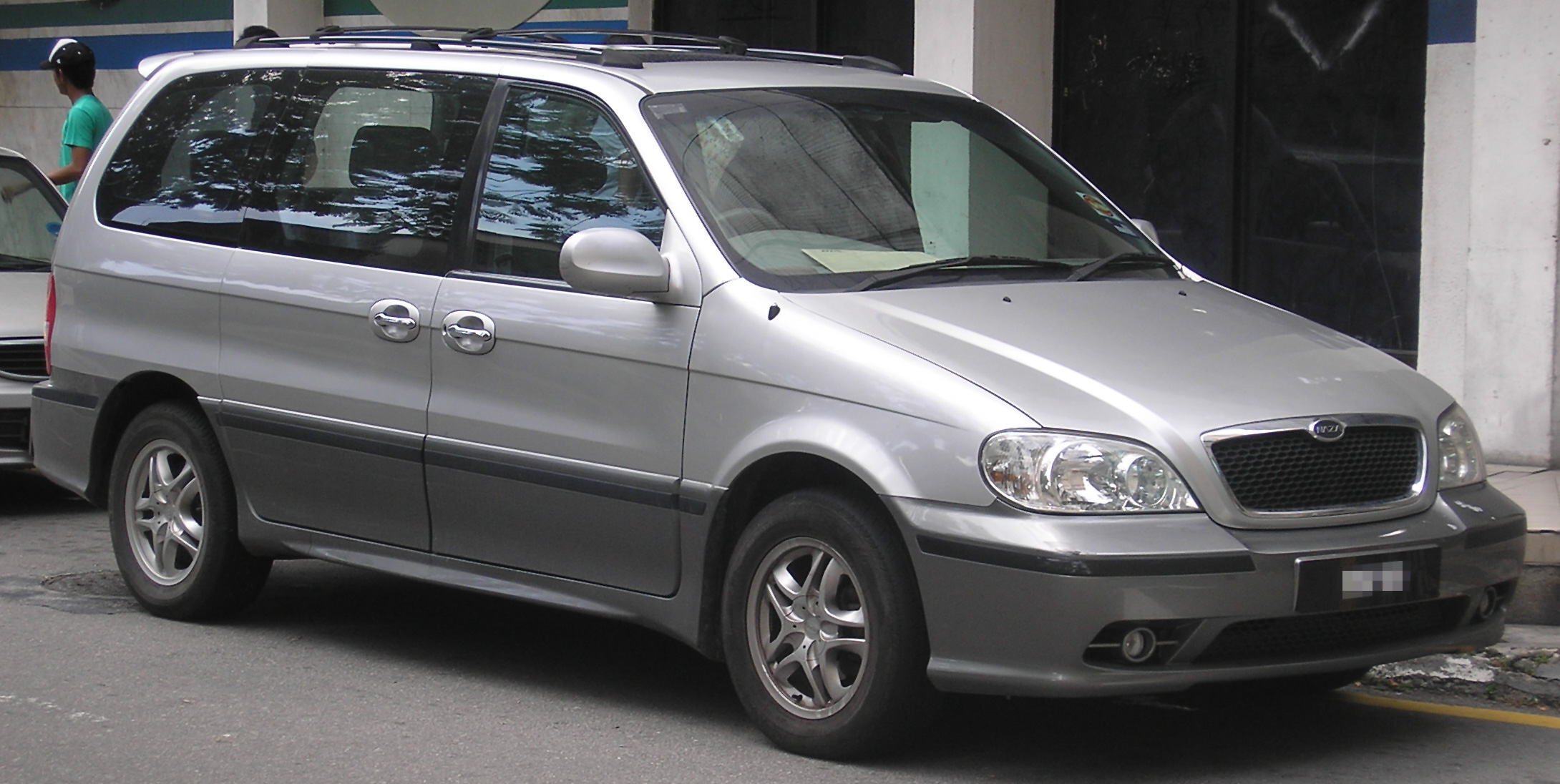
Naza Ria in Malesia

In Cina la Carnival gode di un discreto successo grazie al prezzo competitivo e attualmente viene assemblata per mezzo di una collaborazione tra la Kia e la Dongfeng Motor Group presso l'impianto di Jiangsu. La Carnival cinese non è stata esportata in altri mercati.
In Malesia, attraverso una joint venture effettuata con la Naza, la monovolume viene prodotta dal 2003 a Serdang e attualmente continua a essere venduta; le principali differenze rispetto al modello europeo si concentrano nella calandra con differente marchio, i paraurti sono più bombati e la lunghezza complessiva dell'auto è di 4,93 metri.

### Allestimenti
La Canival è stata venduta in tre differenti livelli di allestimenti: la versione base LX, quella intermedia EX Comfort e quella di punta EX Top. La LX possedeva di serie gli airbag frontali, il sistema anti bloccaggio con ripartitore elettronico di frenata, chiusura centralizzata, retrovisori ripiegabili elettricamente e riscaldabili, climatizzatore manuale, vetri elettrici e barre portapacchi al tetto. La EX Comfort aggiungeva la presa da 12 Volt, cerchi in lega leggera, pacchetto di rifiniture interne in plastiche cromate, sistema di attivazione automatica dei fari, fendinebbia, tavolini ripiegabili per i passeggeri posteriori e kit estetico cromato con calandra e maniglie delle portiere. Infine la versione EX Top aggiungeva alla dotazione della EX Comfort la verniciatura della carrozzeria bicolore, gli interni in pelle e i sedili regolabili elettricamente.
Con l'aggiornamento del 2004 gli allestimenti vengono ribattezzati rispettivamente Family, Harmony e Class: la Family è la versione base che ricalca la dotazione della precedente LX, la Harmony presente di serie tutti gli accessori della vecchia EX Comfort aggiungendo il volante e pomello del cambio in pelle, vetri posteriori oscurati e vetri della terza fila apribili a compasso. Al top di gamma c'è la Class che, rispetto alla precedente EX Top, propone aggiunge i sensori di parcheggio posteriori e un nuovo climatizzatore automatico più efficiente in grado di assorbire meno energia.

### Motorizzazioni
Per il mercato europeo la Carnival era disponibile con due sole motorizzazioni, una benzina e una turbodiesel. Il benzina era il classico 2,5 litri Rover KV6 prodotto dalla Kia Motors su licenza presso lo stabilimento Asan Bay. Sfruttava una distribuzione a quattro valvole per cilindro (24 valvole totali) con iniezione elettronica Bosch. Inizialmente erogava la potenza massima di 165 cavalli per una coppia massima di 222 N·m a 4.100 giri al minuto, era omologato Euro 2 e garantiva una velocità di punta pari a 185 km/h con un consumo medio di carburante dichiarato in 8,8 km con un litro. Il 2.5 KV6 Rover è stato molto apprezzato sul mercato asiatico mentre sul mercato europeo e australiano ha ricevuto pochi consensi poiché durante i primi anni di produzione la clientela riscontrò numerosi difetti nella Carnival equipaggiata con questo propulsore. Il cambio era manuale a cinque rapporti oppure automatico a quattro rapporti.
Dal 2001 il KV6 viene omologato Euro 3 in seguito all'entrata in vigore della normativa ecologica anti inquinamento, di conseguenza il motore subisce numerose modifiche: la potenza cala di 15 cavalli fino a stabilizzarsi sulla soglia dei 150 cavalli, la coppia massima resta invariata. I benefici si ottengono da parte dei consumi sensibilmente più bassi ma pur sempre elevati, le prestazioni restano inalterate. Il cambio offerto di serie è il manuale cinque rapporti, tra gli optional l'automatico quattro marce. Per il mercato asiatico il 2.5 è stato proposto anche in versione alimentata a gas GPL mentre in Australia il 2.5 è stato proposto solo nella versione potenziata a 175 cavalli.
Il motore diesel era un 2,9 litri a quattro cilindri dotato di turbocompressore e iniezione diretta, ma privo di sistema common rail, di provenienza italiana, della VM di Cento (FE). 
Dotato di una distribuzione a due valvole per cilindro erogava 126 cavalli con una coppia motrice di 338 N·m disponibili a meno di 2.000 giri al minuto. Considerata la massa della Carnival la potenza a disposizione era solo sufficiente, pertanto le prestazioni erano modeste: 170 km/h, consumo medio di 12,0 km/l. Dal 2001 il motore 2.9 diesel è stato completamente riprogettato, infatti viene adottata l'iniezione common rail (CRDI) con turbina a geometria fissa e valvola Wastegate (WGT), distribuzione a quattro valvole per cilindro (16 valvole totali), potenza massima incrementata a 144 cavalli e coppia motrice di 315 N·m disponibili a 2.000 giri al minuto. La coppia risulta minore proprio perché il motore ha dovuto subire numerose modifiche per essere omologato Euro 3. Il cambio per il 2.9 diesel era il manuale cinque rapporti offerto di serie, a pagamento l'automatico a quattro rapporti.
Per i mercati esteri, in particolare quello americano, la Carnival (dove era venduta come Kia Sedona) è stata offerta con il solo motore benzina da 3,5 litri V6 erogante 195 cavalli abbinato inizialmente a una trasmissione automatica a quattro marce e successivamente a un più moderno cambio automatico sequenziale a cinque rapporti. Il 3.5 V6 non venne venduto in Europa e Asia a causa dei consumi fin troppo elevati.
Motorizzazioni per il mercato europeo
| Modello          | Disponibilità       | Motore                      | Cilindrata cm³ | Potenza         | Coppia max              | 0–100 km/h (secondi) | Velocità max (km/h) | Consumo medio (km/l) |
| 2.5 V6 24V 150   | dal 2001            | 6 cilindri a V, Benzina     | 2.497          | 110 kW (150 CV) | 222 N·m @4.100 giri/min | 12,3                 | 185                 | 9,1                  |
| 2.5 V6 24V 165   | dal debutto al 2001 | 6 cilindri a V, Benzina     | 2.497          | 121 kW (165 CV) | 222 N·m @4.100 giri/min | -                    | 185                 | 8,8                  |
| 2.9 Tdi 8V 126   | dal debutto al 2001 | 4 cilindri in linea, Diesel | 2.902          | 93 kW (126 CV)  | 338 N·m @1.950 giri/min | -                    | 170                 | 12,0                 |
| 2.9 CRDI 16V 144 | dal 2001            | 4 cilindri in linea, Diesel | 2.902          | 106 kW (144 CV) | 315 N·m @2.000 giri/min | 13,7                 | 170                 | 12,2                 |

## Seconda serie (2006-2014)
La seconda generazione viene presentata in anteprima mondiale al Salone dell'automobile di Chicago nel 2005 mentre la prima europea avviene al Salone di Ginevra 2006. La nuova serie nasce dal progetto VQ e si distingue per la prima grazie all'impostazione della carrozzeria offerta in due versioni differenti: quella a passo corto destinata in prevalenza all'Europa e quella a passo lungo destinata all'America, Australia e Asia. Infatti con le due varianti la casa riesce ad andare incontro sia all'esigenze del mercato europeo che richiede delle monovolume spaziose ma dalle dimensioni non troppo elevate ed è per questo che la lunghezza della variante a passo corto raggiunge i 4,81 metri, mentre per i mercati americani e asiatici le monovolume oltre all'abitacolo spazioso devono poter offrire un vano bagagli sempre ottimale ed è per questo che le versioni a passo lungo superano i 5,13 metri di lunghezza. Con questa strategia la casa coreana sperava di poter replicare il successo della prima serie.
La nuova Carnival VQ nasce su un telaio di base nuovo, derivato da quello della Hyundai Sonata e Kia Magentis, una struttura molto più leggera e flessibile, la carrozzeria monoscocca risulta molto più rigida e viene realizzata in gran parte con acciai alto resistenziali. Il motore viene disposto anteriormente in posizione trasversale, le sospensioni anteriori sono configurate secondo lo schema a ruote indipendenti con montante MacPherson in acciaio e barra stabilizzatrice; al retrotreno è stato adottato lo schema sempre a ruote indipendenti con Multilink a cinque bracci in acciaio più barra stabilizzatrice. Gli ammortizzatori sono a gas. Il telaio è stato anche ribassato, in modo da migliorare le doti dinamiche su strada al fine di evitare i difetti di stabilità accusati dalla precedente serie. Il controllo elettronico della stabilità e della trazione vengono offerti di serie. La trazione è anteriore, una versione integrale non è stata mai prodotta.

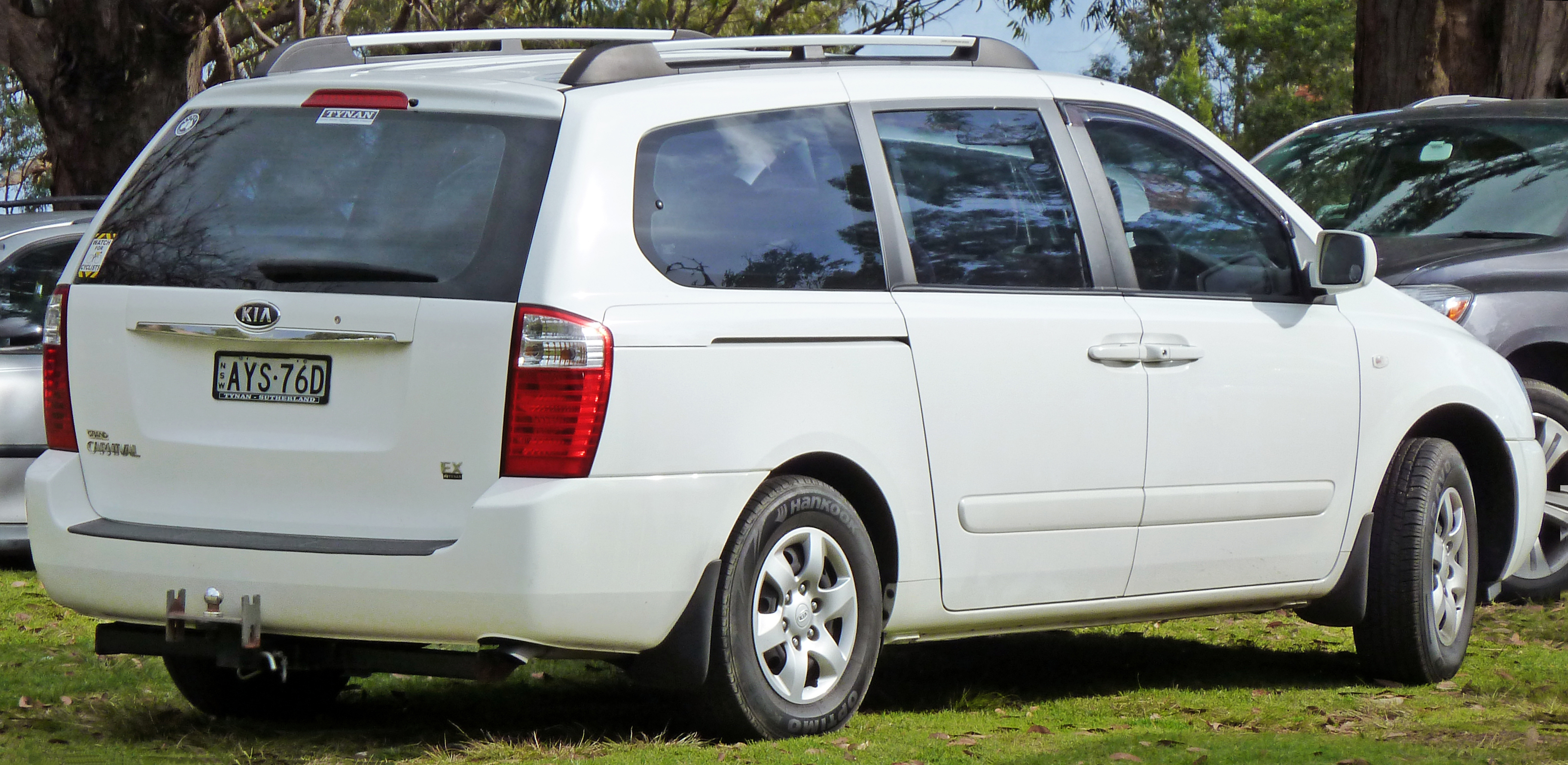
Kia Grand Carnival, versione a passo lungo

Il design è stato elaborato in Corea presso il centro stile della casa e il family feeling riprende un po' lo stile comune tra le Cerato, Rio e Sportage, linea moderna senza inutili originalità che possono mettere in discussione lo stile essendo un'auto destinata a essere venduta in tutto il mondo. La carrozzeria è più spigolosa rispetto al passato, il frontale è basso con gruppi ottici trapezoidali in posizione verticale, la sottile calandra viene divisa da una banda del medesimo colore della carrozzeria e incorpora il logo della casa. I fascioni paraurti anteriori, leggermente bombati, presentano una presa d'aria nella parte bassa e incorporano i fendinebbia; la fiancata presentava le porte posteriori scorrevoli e infine la coda con fanaleria verticale e una banda cromata posta sul portatarga che dona un tocco di classe. Di serie le barre sul tetto bicolore con montante scuro e tubi in acciaio. La versione a passo lungo è stata venduta sui mercati esteri come Kia Grand Carnival mentre la versione destinata all'Europa (lunga 4,81 metri) ha mantenuto la denominazione originale.
Nonostante le dimensioni minori la Canival VQ dispone di un abitacolo più spazioso rispetto al passato grazie alla carrozzeria che utilizza materiali più resistenti ma in grado di occupare meno spazio. Inoltre la nuova Carnival è anche più leggera della progenitrice. Sette i posti disposti su tre file (schema 2-3-2 con poltrone singole), il vano bagagli possiede un volume minimo di 214 litri e massimo pari a 3.423 litri con seconda e terza fila di sedili rimossa; la lunghezza del vano di carico è di 1.842 mm con larghezza minima di 1.475 mm. I vetri posteriori sono apribili, quella della prima e seconda fila elettricamente, quelli della terza fila a compasso; inoltre l'apertura del vano bagagli e delle portiere laterali è disponibile anche a comando elettronico sulle versioni di punta. La plancia possiede una impostazione pratica nei confronti del guidatore: il quadro strumenti è di facile lettura, il cambio in posizione rialzata risulta più comodo, i principali comandi audio e navigazione sono raggruppati al volante. Il mobiletto centrale della plancia possiede nella parte più alta un cupolino che ospita l'orologio e i dati del computer di bordo, più in basso è alloggiata l'autoradio (sui mercati esteri era disponibile anche il navigatore satellitare touch screen) e infine, nella parte intermedia, sono presenti i comandi del climatizzatore automatico (a due o tre zone per i passeggeri posteriori) e il pacchetto fumatori. Le plastiche sono di buona qualità se paragonate al vecchio modello, notevole è la rifinitura e la qualità dell'assemblaggio. La plancia è disponibile anche in differenti colorazioni con elementi in plastica che imitano l'alluminio o la radica. 

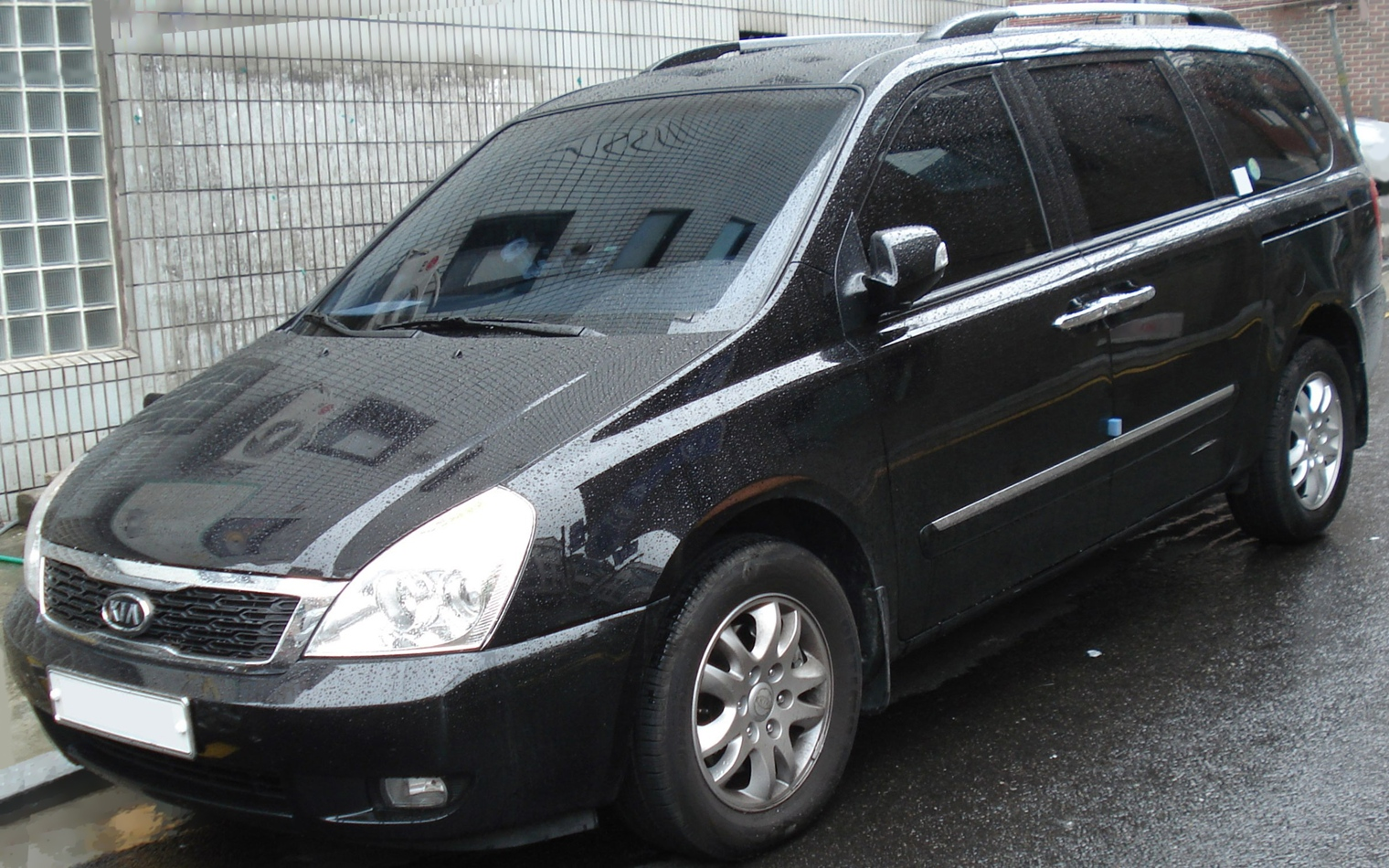
Una Kia Carnival ristilizzata del 2010

Nel 2010 la Carnival subisce un leggero restyling: nuova calandra in stile Tiger Nose (simile alla Kia Forte), nuovi cerchi in lega, frecce laterali integrate negli specchi retrovisori, nuove rifiniture interne per la plancia bicolore, qualità delle plastiche migliorata, nuovo navigatore satellitare per le auto destinate all'America e gamma motori rinnovata. La Carnival ristilizzata non sarà però importata in Italia a causa delle magre vendite riscontrate dalla seconda generazione di questo modello.
La Carnival serie VQ viene prodotta presso lo stabilimento di Gwangmyeong in Corea del Sud mentre solo per il mercato russo la produzione avviene presso lo stabilimento di Kaliningrad di proprietà della Avtotor. Sui mercati anglosassoni la Carnival ha mantenuto la denominazione Kia Sedona, in Cina viene importata sotto il nome Kia VQ per evitare confusione con la vecchia serie di Carnival rimasta in produzione, mentre in Corea del Sud dal 2010 l'auto nelle motorizzazioni diesel vengono vendute come Kia Carnival R.

### Tecnologia e sicurezza
Tra i principali dispositivi tecnologici della Carnival VQ figurano il sistema anti pattinamento su fondi bagnati o innevati VRS (Variable Rack Stroke) in grado di ridurre anche il raggio di sterzata e migliorare l'aderenza al suolo, il nuovo controllo elettronico della stabilità evoluto (ESP-HECU) regola e controlla la pressione del liquido dell'impianto frenante, migliora la trazione al fine di garantire maggiore sicurezza interviene anche sulla gestione del motore e del cambio. Oltre l'ESP-HECU sono di serie il controllo elettronico della trazione (TCS), il sistema anti bloccaggio delle ruote motrici (ABS), il ripartitore elettronico di frenata (EBD) e la frenata assistita (BAS). Le versioni di punta possono disporre anche dell'apertura automatica delle portiere posteriori e del portellone tramite l'apposito pulsante presente sul telecomando. Il climatizzatore è manuale o automatico a tre zone (per l'Europa, a due zone per l'estero) e sulle versioni al top della gamma integra anche il filtro dell'aria; i sensori di parcheggio posteriori aiutano il guidatore nel calcolo degli ingombri. Inoltre tra gli altri dispositivi elettronici è presente il cruise control con comandi al volante e la pedaliera regolabile elettricamente insieme ai sedili anteriori.
Sei sono gli airbag di serie: due frontali, due laterali per i passeggeri anteriori e due a tendina per la testa che proteggono tutti gli occupanti (anche quelli della terza fila). Presenti di serie anche i poggiatesta anteriori attivi. L'impianto frenante sfrutta quattro dischi autoventilati sia per l'avantreno che per il retrotreno. Nel 2006 la Carnival VQ è stata sottoposta ai crash test EuroNCAP totalizzando il punteggio di quattro stelle nella protezione degli adulti, tre nella protezione bambini e una stella nell'investimento pedoni.

### Allestimenti
La Carnival VQ è stata venduta in Italia in tre allestimenti disponibili per il motore 2.9 diesel e in versione unica col 2.7 benzina. Family, Harmony e Class sono le denominazioni dei vari livelli di rifinitura: la base Family dispone di serie (oltre ai vari dispositivi di sicurezza già citati) dell'antifurto, airbag passeggero disattivabile, alzacristalli elettrici per la prima e la seconda fila, chiusura centralizzata, sedili della seconda e terza fila ripiegabili e asportabili, pedaliera regolabile in altezza, autoradio CD e MP3, climatizzatore manuale a tre zone e barre portapacchi. L'Harmony intermedia aggiunge il climatizzatore automatico a tre zone, i fendinebbia, cerchi in lega da 17", vetri posteriori della terza fila apribili elettricamente, vetri posteriori oscurati, sensori di parcheggio, retrovisori riscaldabili e regolabili elettricamente, computer di bordo con bussola, rifiniture interne in plastica stile alluminio e volante e pomello del cambio parzialmente in pelle. Infine la versione al top di gamma, la Class, alla dotazione dell'Harmony aggiunge il tergicristallo con sensore pioggia, battitacchi delle portiere cromate, cruise control, retrovisore interno fotocromatico, portiere posteriori e portellone ad apertura e chiusura elettrica, sedile guida regolabile elettricamente e gli interni in pelle.
La versione a benzina priva di denominazione presenta tutti gli accessori della Class con l'aggiunta del cambio automatico sequenziale, tetto apribile e la pedaliera con sedile guida regolabili elettricamente con memorie. L'unico optional disponibile per tutte le versioni è la vernice metallizzata o micalizzata, solo per le diesel il cambio automatico viene offerto a pagamento.

### Motorizzazioni
In Europa la Carnival seconda serie viene importata con due sole motorizzazioni: il 2,7 litri benzina e il 2,9 litri diesel. Il 2.7 benzina fa parte della famiglia motoristica Hyundai Mu, è un nuovo motore V6 che sfrutta l'iniezione elettronica (realizzata dalla Bosch) e la doppia fasatura variabile delle valvole (D-CVVT); la distribuzione è a quattro valvole per cilindro per 24 valvole totali, eroga 189 cavalli (139 kW) a 6.000 giri al minuto per una coppia motrice pari a 249 N·m a 4.000 giri al minuto. Poiché le vendite dei propulsori a benzina sono sempre state limitate in Italia il 2.7 è stato offerto solo nella versione equipaggiata con il cambio automatico sequenziale a quattro rapporti, di conseguenza le prestazioni erano appena sufficienti e i consumi elevati: 182 km/h di velocità massima, 15,7 secondi di scatto da 0 a 100 km/h e consumo medio di 9,2 km/l. Il 2.7 V6 Mu era omologato secondo i parametri della normativa Euro 4.
Il diesel è il classico 2,9 litri CRDI già presente sulla vecchia serie ma aggiornato: adotta la turbina a geometria variabile (VGT), distribuzione a quattro valvole per cilindro e nuovi iniettori. Il basamento è in alluminio con sistema common rail. La potenza massima sale a 185 cavalli (136 kW) erogati a 3.800 giri al minuto con una coppia motrice che varia di 343 N·m a 1.750 giri al minuto. Le prestazioni erano migliori rispetto a quello che va a benzina: 197 km/h di velocità massima, scatto da 0 a 100 km/h in 12,9 secondi e consumo medio di 12,8 km/l. Il cambio era un manuale a cinque rapporti ma a pagamento era disponibile l'automatico sequenziale a cinque marce. Il 2.9 CRDI era omologato Euro 4.
Disponibile per il mercato americano, asiatico e australiano il grande 3.8 V6 Lambda si posiziona al top della gamma motoristica; il 3.8 riprende l'impostazione tecnica del 2,7 litri con doppia fasatura variabile delle valvole, iniezione elettronica e distribuzione a quattro valvole per cilindro. Eroga 248 cavalli (182 kW) per 343 N·m a 3.500 giri al minuto. Il 3.8 V6 è stato l'unico propulsore disponibile per il mercato americano mentre su quello australiano questa unità ha affiancato il 2.7 Mu benzina e il 2.9 CRDI diesel. Nonostante non sia stato importato in Europa rispettava i canoni della normativa Euro 3.
Altro motore non importato in Europa è il nuovo 3.5 V6 Lambda II che dal 2010 ha sostituito il precedente 3.8 V6 in molti mercati. Il 3.5, frutto del recente downsizing, oltre ad avere una cilindrata minore eroga 275 cavalli, 28 in più rispetto alla vecchia unità grazie al nuovo sistema di aspirazione e alla fasatura delle valvole più efficiente e ciò garantisce costi di gestione minori (benché restino elevati). Estremamente leggero grazie al basamento in alluminio il nuovo 3.5 Lambda II viene abbinato a un nuovo tipo di trasmissione automatica sequenziale a sei rapporti. Riguardo al motore 3.5 non vengono forniti valori di emissioni e prestazioni.
Nel 2010 il diesel 2.9 viene pensionato poiché non è in grado di rispettare la normativa Euro 5 e la Kia provvede a equipaggiare la Carnival con il nuovo diesel 2.2 CRDI facente parte della famiglia R-Line: si tratta di un propulsore di nuova concezione già adottato dalla Kia Sorento seconda serie, è un quattro cilindri common rail con distribuzione a quattro valvole per cilindro (16 valvole totali), turbina a geometria variabile e filtro attivo antiparticolato. La potenza massima è di 194 cavalli (143 kW) erogati a 3.800 giri al minuto con una coppia motrice che varia dai 421 N·m a 1.800 giri al minuto della versione con cambio manuale a sei marce fino ai 436 N·m sempre a 1.800 giri al minuto dell'automatica sequenziale a sei rapporti. Il 2.2 CRDI è omologato Euro 5. In Italia questo motore non è stato importato.
| Modello                        | Disponibilità            | Motore                      | Cilindrata cm³ | Potenza         | Coppia max              | Emissioni CO2 (g/km) | 0 – 100 km/h (secondi) | Velocità max (km/h) | Consumo medio (km/l) |
| 2.7 V6 24V Mu Automatica       | dal debutto              | 6 cilindri a V, Benzina     | 2.656          | 139 kW (189 CV) | 249 N·m @4.000 giri/min | 260                  | 15,7                   | 182                 | 9,2                  |
| 3.5 V6 24V Lambda Automatica   | non importato (dal 2010) | 6 cilindri a V, Benzina     | 3.470          | 182 kW (275 CV) | 335 N·m @4.500 giri/min | -                    | -                      | -                   | -                    |
| 3.8 V6 24V Lambda Automatica   | non importato            | 6 cilindri a V, Benzina     | 3.778          | 182 kW (248 CV) | 343 N·m @3.500 giri/min | 308                  | -                      | -                   | 7,8                  |
| 2.2 CRDI VGT R-Line Manuale    | non importato (dal 2010) | 4 cilindri in linea, Diesel | 2.197          | 143 kW (194 CV) | 421 N·m @1.800 giri/min | 179                  | 11,3                   | 196                 | 14,9                 |
| 2.2 CRDI VGT R-Line Automatica | non importato (dal 2010) | 4 cilindri in linea, Diesel | 2.197          | 143 kW (194 CV) | 421 N·m @1.800 giri/min | 199                  | 11,9                   | 196                 | 13,3                 |
| 2.9 CRDI VGT Manuale           | dal debutto              | 4 cilindri in linea, Diesel | 2.902          | 136 kW (189 CV) | 343 N·m @1.750 giri/min | 206                  | 12,8                   | 197                 | 12,8                 |
| 2.9 CRDI VGT Automatica        | dal debutto              | 4 cilindri in linea, Diesel | 2.902          | 136 kW (189 CV) | 343 N·m @1.750 giri/min | 224                  | 12,8                   | 197                 | 11,8                 |

## Terza serie (2014-2021)

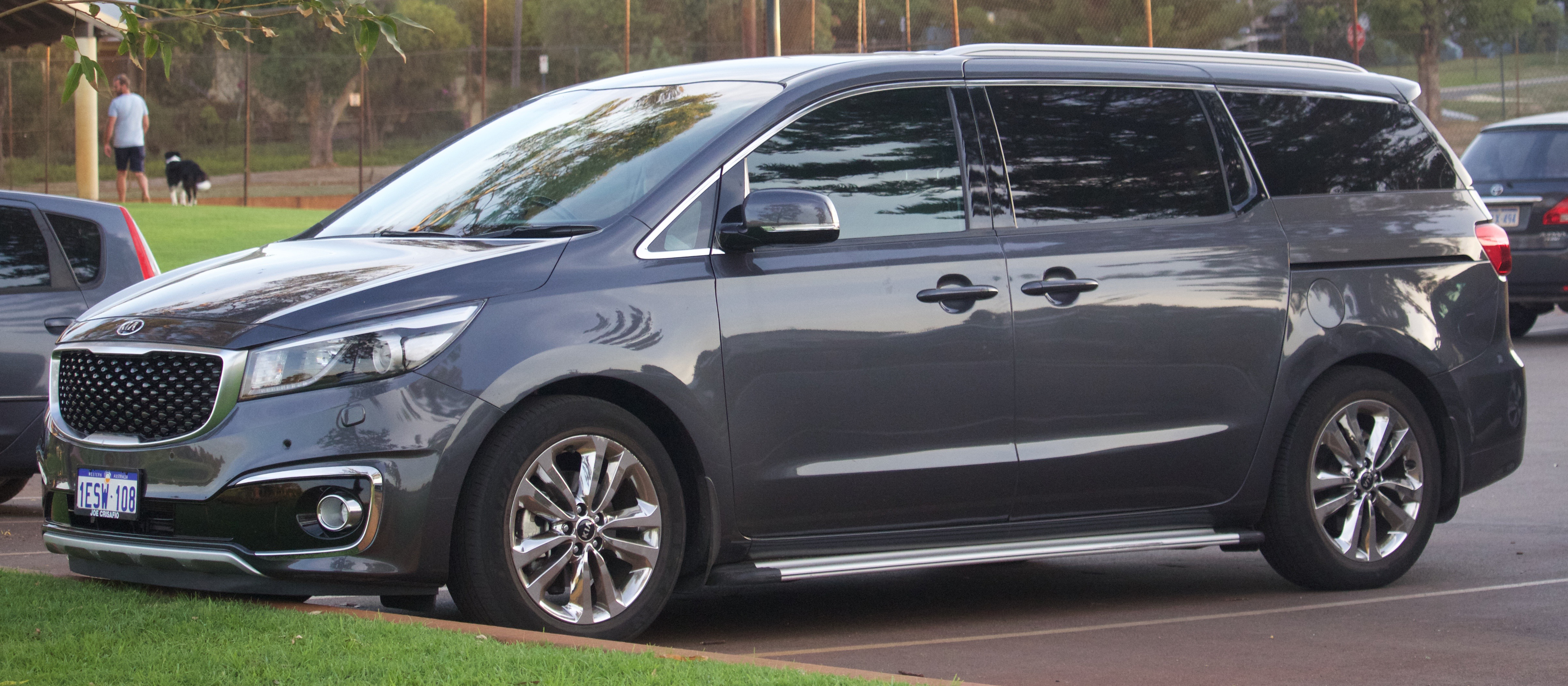
Kia Carnival terza serie

La terza generazione della Carnival/Sedona ha debuttato nell'aprile 2014 al New York International Auto Show.
Per il mercato statunitense, la Sedona è dotata del motore V6 a iniezione diretta di benzina Lambda (GDI) da 3,3 litri che produce 206 kW (276 CV) e 336 Nm, abbinato a un cambio automatico a sei velocità e alla trazione anteriore. Per il mercato sudcoreano, è disponibile solo con il motore turbodiesel da 2,2 litri che produce 147 kW (197 CV) e 440 Nm.

## Quarta serie (dal 2021)

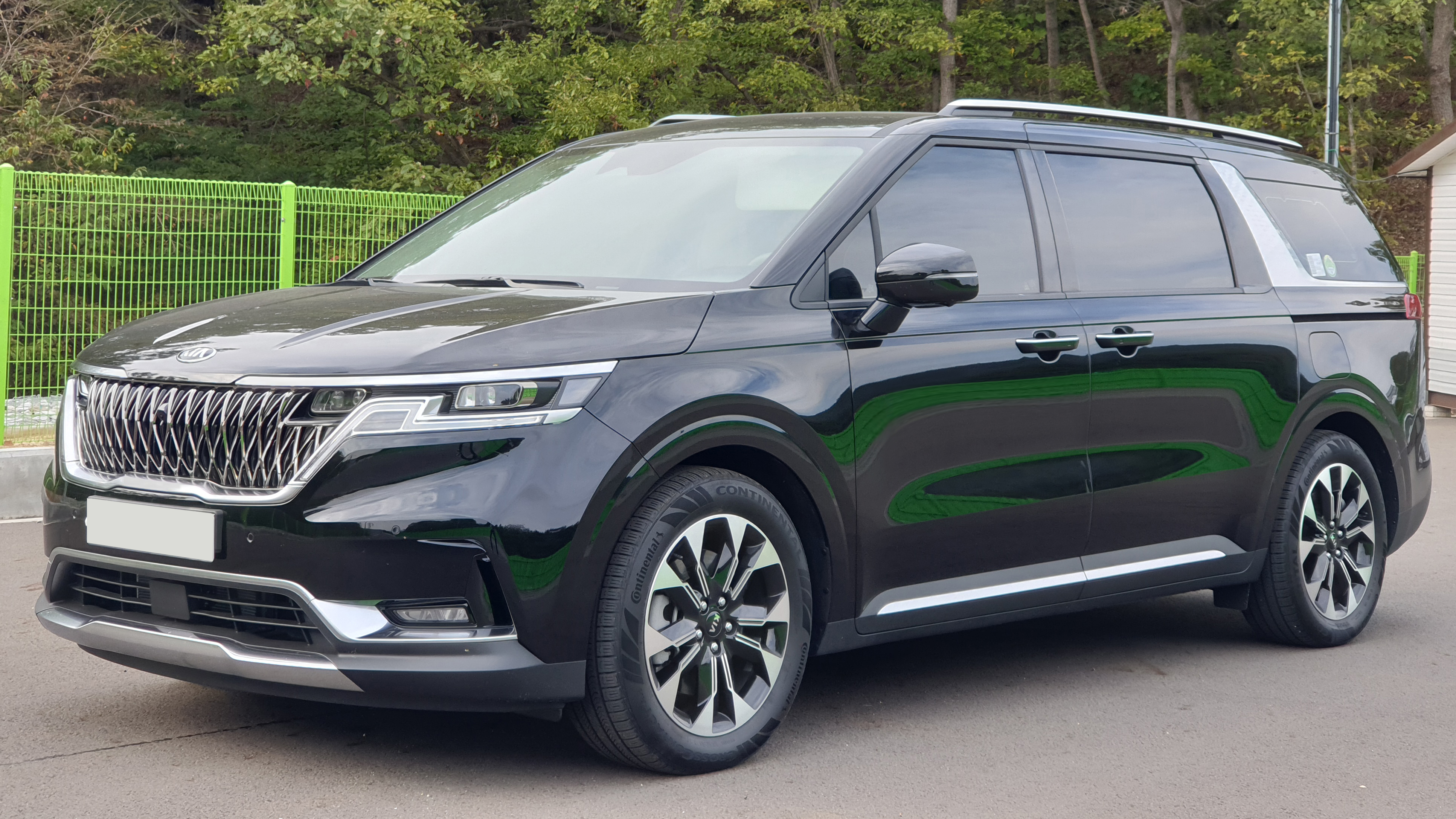
Kia Carnival quarta serie

La quarta generazione della Carnival ha debuttato nel giugno 2020.
Realizzata sulla nuova piattaforma denominata Hyundai-Kia N3, rispetto alla passata generazione presenta una lunghezza della quarta maggiore di 40 mm e di un interasse incrementato di 30 mm.

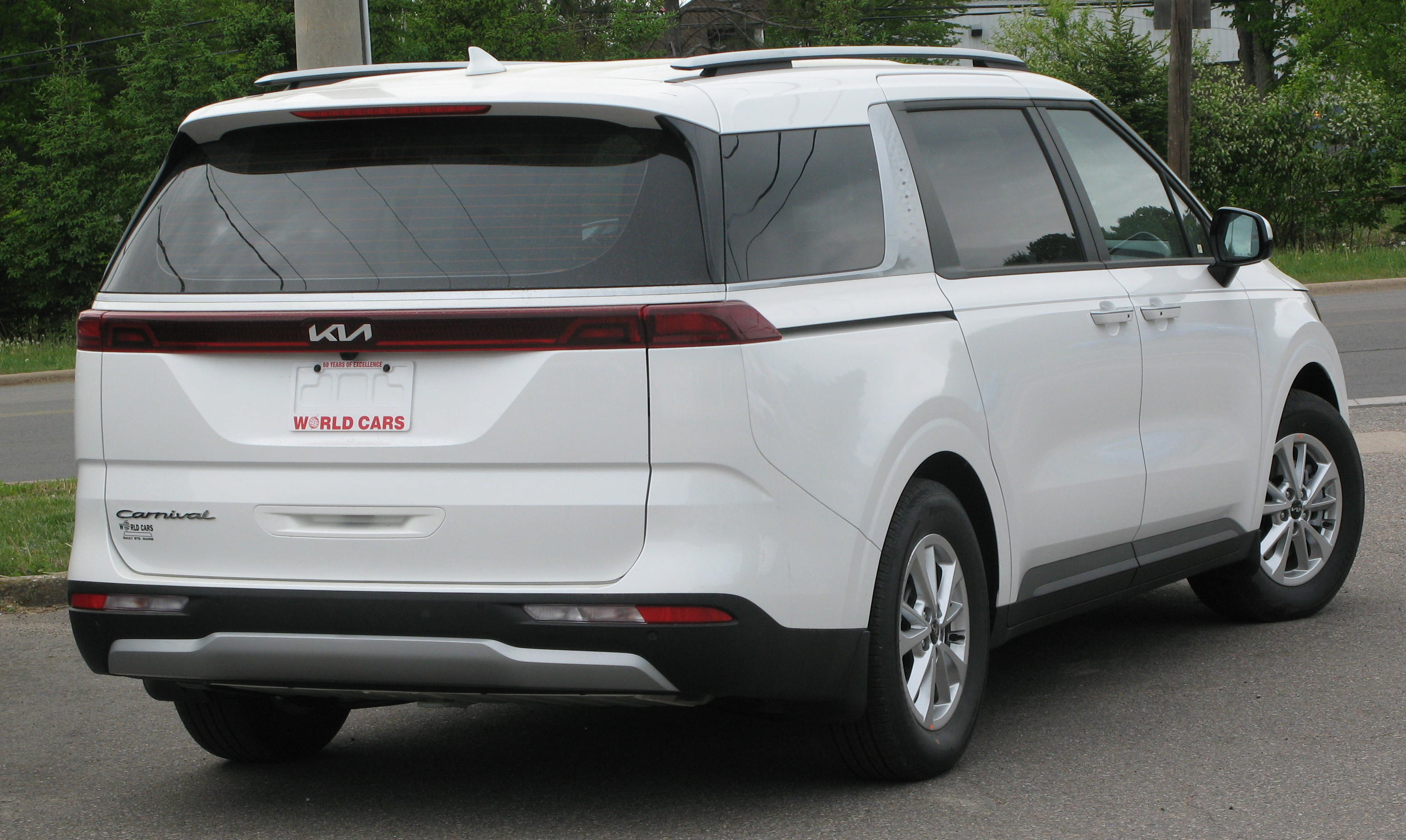
Retro Kia Carnival

Le vendite in Corea del Sud sono iniziate a settembre-ottobre 2020, vendendo introdotta sul mercato asiatico a partire da gennaio 2021. Nel marzo 2021 l'auto è stata messa in vendita in Russia e in alcune parti dell'Europa orientale (come Ucraina, Bielorussia e Paesi Baltici). Le vetture per il mercato europeo sono assemblate a Kaliningrad.
Negli Stati Uniti la vettura che dal 2001 viene venduta con il nome di Sedona, a partire dalla quarta generazione la Kia ha deciso e iniziato a utilizzare di abbandonare la vecchia denominazione in favore del nome Carnival già impiegato negli altri mercati.